# Calliostoma bigelowi
Calliostoma bigelowi är en snäckart som beskrevs av Clench och Carlos Guillermo Aguayo 1938. Calliostoma bigelowi ingår i släktet Calliostoma och familjen Calliostomatidae. Inga underarter finns listade i Catalogue of Life.